# SAME
La S.A.M.E., acronimo di  Società Accomandita Motori Endotermici, è una azienda produttrice di trattori agricoli fondata nel 1942 dai fratelli Francesco e Eugenio Cassani a Treviglio (Bg). È ora parte della multinazionale SAME Deutz-Fahr (SDF), a cui appartengono anche i marchi Deutz-Fahr, Lamborghini Trattori, Hürlimann, Grégoire A/S e Lamborghini Green Pro.

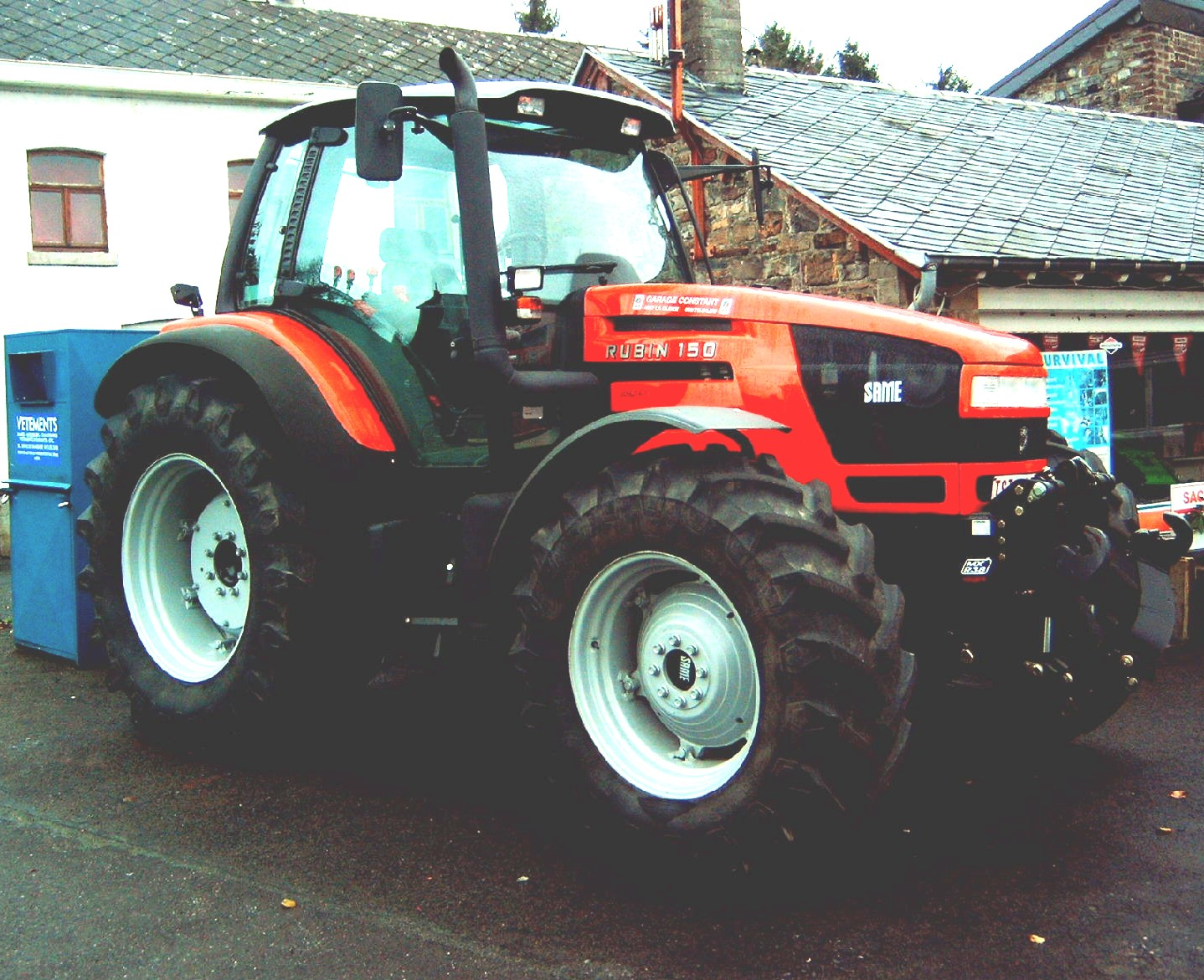
SAME Rubin 150

## Storia

### Dal 1927 al secondo dopoguerra

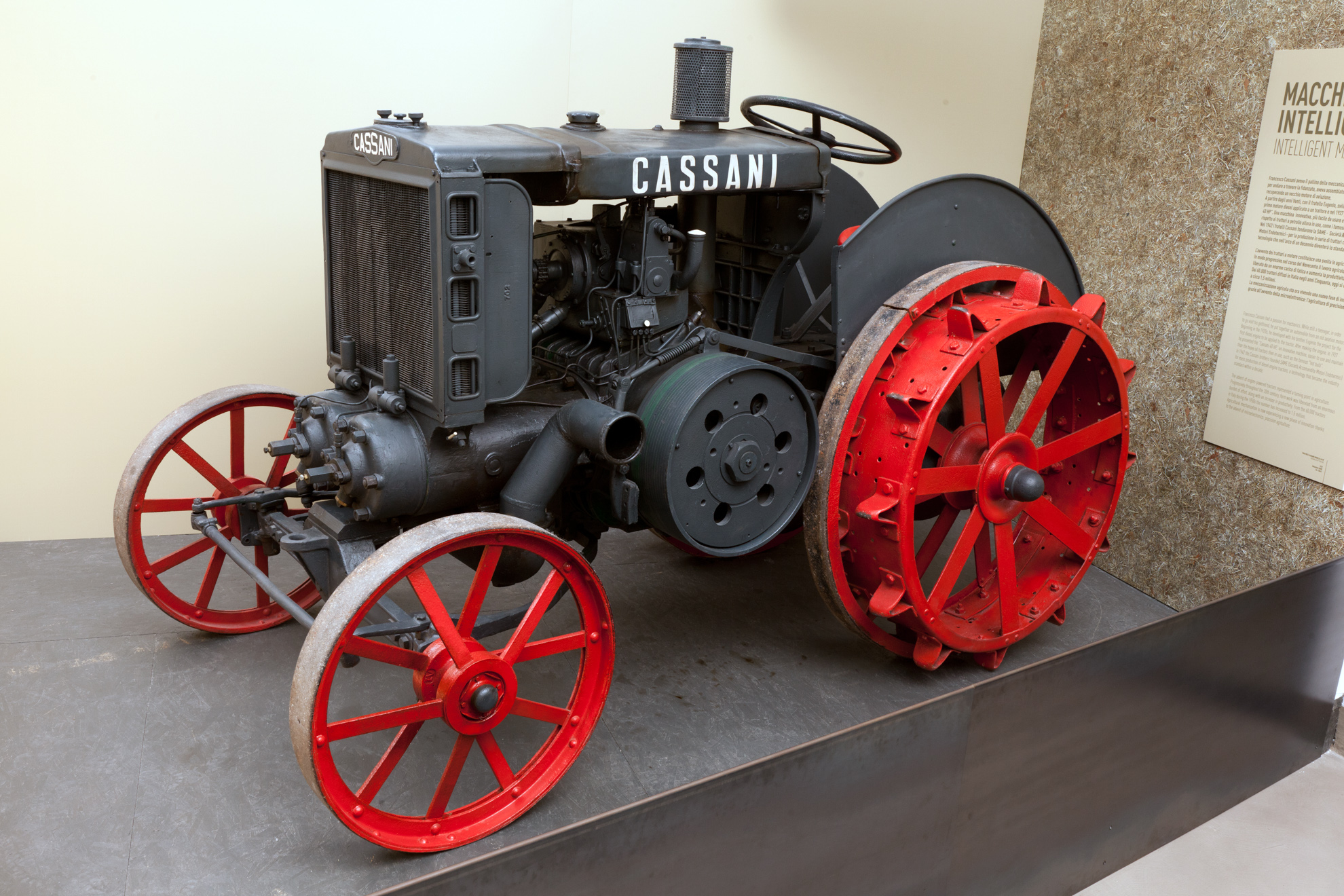
Trattore Cassani 40 CV, esposto al Museo nazionale della scienza e della tecnologia Leonardo da Vinci di Milano

Nel 1927 i fratelli Francesco ed Eugenio Cassani progettarono e costruirono un trattore agricolo denominato Cassani 40 CV, azionato da un motore Diesel, una forma di propulsione che dagli anni venti aveva iniziato a trovare applicazione sui veicoli industriali, militari e ferroviari. Il motore era un bicilindrico orizzontale a due tempi con una cilindrata di 12.723 cm³, erogante quaranta cavalli a 550 giri/min, accensione a sigaretta ed avviamento ad aria con serbatoio in pressione, 4 marce (3 AV e 1 RM) e poteva raggiungere i 15 km/h. Il costo di questa trattrice era di 28.000 lire. La trattrice progettata da Cassani venne venduta su licenza dalle Officine Gaetano Barbieri di Castel Maggiore.
La nuova società SAME, fondata nel 1942, inizialmente fabbricava motori a scoppio e diesel per uso civile e industriale, argani, gru, aratri, pompe antincendio. Nel 1946 nacquero i primi modelli di Autofalciatrice con motore a petrolio da 8 CV.

### Dal secondo dopoguerra al boom economico
Nel 1946 la SAME presentò alla Fiera di Milano una prima autofalciatrice a tre ruote, al cui motore, alimentato a petrolio, era possibile collegare altri macchinari e attrezzature agricole. Sviluppò così il primo "trattore universale" con cui affrontò il mercato nell'immediato dopoguerra.
Nel 1948 nasce il SAME 3R/10, un trattorino universale mosso da un motore monocilindrico a petrolio da 10 CV; era caratterizzato da due ruote motrici, una sola ruota sterzante, la carreggiata variabile e la guida reversibile. Venne premiato dall'Accademia di Agricoltura di Torino con la medaglia d'oro: il 24 ottobre 1948 il "Giornale dell'Agricoltura" lo definì "un gioiello dell'industria italiana".

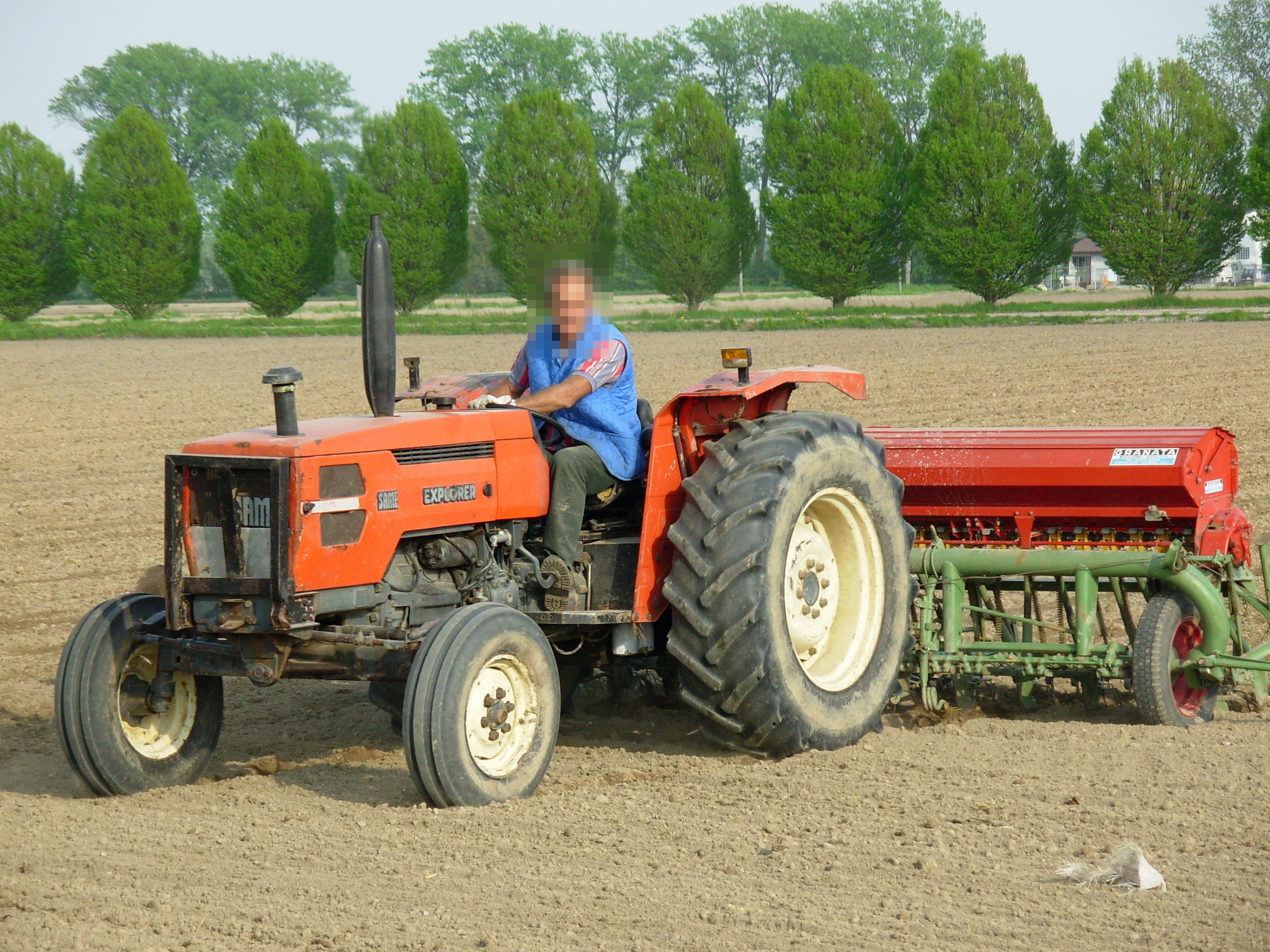
SAME Explorer

Nel 1950 iniziò la produzione dei modelli a petrolio, nacquero il SAME 4R/10 da 10 CV e il 4R/20 da 20 CV.
Nel 1952 venne lanciato il DA 25, il primo trattore moderno prodotto su scala industriale a trazione integrale, con motore bicilindrico diesel erogante 25 CV e 2280 cm³, 7 marce e una velocità di 24,3 km/h. La sigla DA significa Diesel Aria, raffreddamento ad aria, come da tradizione SAME. Inizia così la produzione su scala industriale delle quattro ruote motrici, un sistema originale di doppia trazione, già concepito come idea nel 1928.
Nel 1957 venne lanciato il nuovo DA 30 DT prodotto in 8 versioni diverse, che sostituì il DA 25. in questo periodo SAME realizzò anche diversi attrezzi specifici come aratri (monovomere, bivomere, a dischi, reversibile), estirpatori a molle, erpici a dischi, frese, ruspe posteriori, barre falcianti, rimorchi ribaltabili, pompe da irrigazione e trivelle. I primi modelli del DA 30 DT avevano un colore arancione con ruote verdi, ma verso la fine degli anni cinquanta cambiarono colore in rosso sia alla carrozzeria che alle ruote, con motore in colore grigio scuro.
Nel 1958 venne lanciato il SAME 240, soprannominato il trattore furbo, in quanto equipaggiato di serie con il dispositivo S.A.C. (Stazione Automatica di Controllo) originale SAME, con controllo dello sforzo sui bracci inferiori di sollevamento, che sarà poi applicato negli anni successivi a tutta la produzione. Aveva un motore bicilindrico erogante 42CV con 6 marce avanti, 1 retromarcia e una velocità massima di 28,9 km/h.

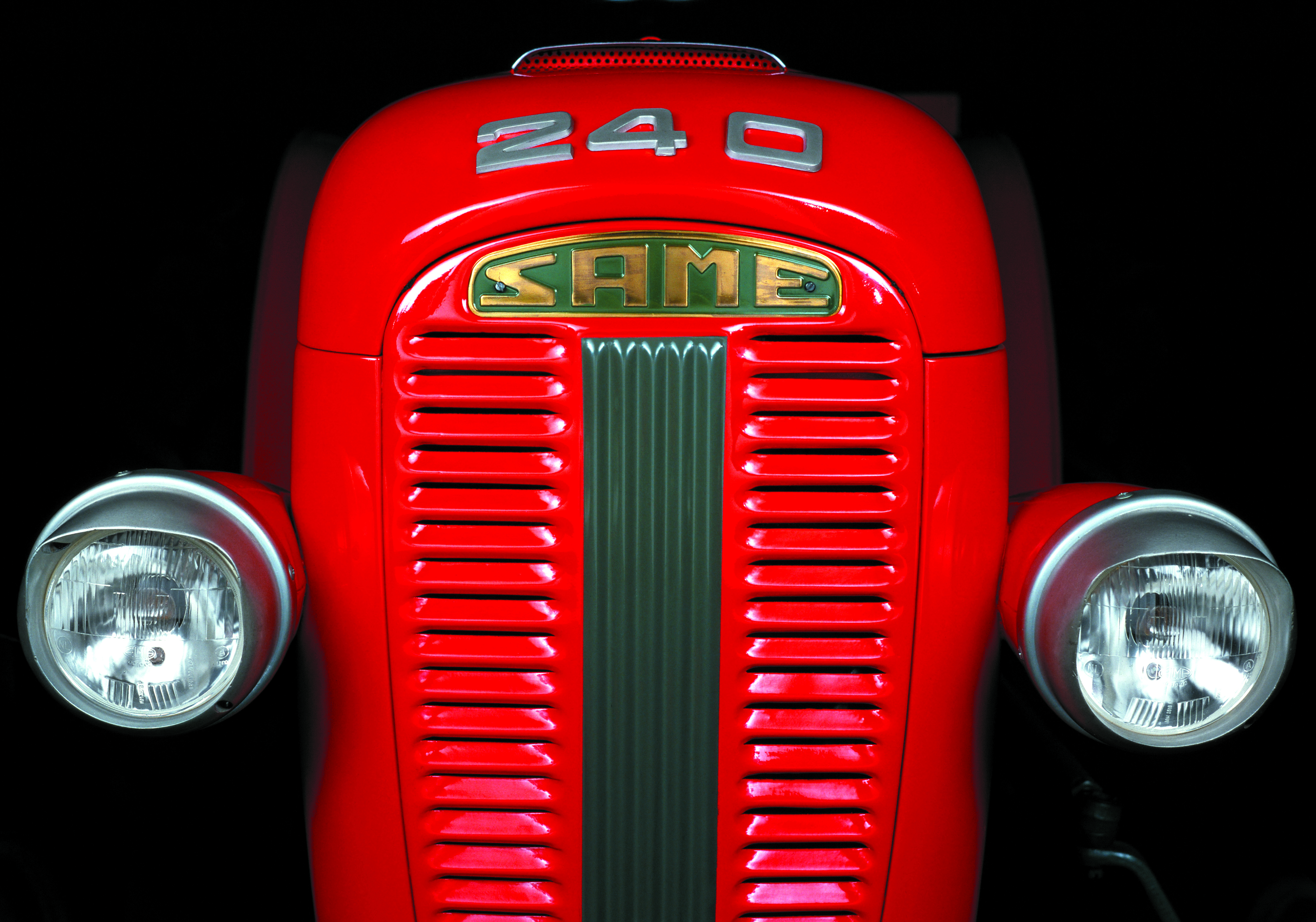
Vista frontale del trattore SAME 240 del 1959

### Dal boom economico alla fine degli anni settanta
Il 1961 fu l'anno del Puledro e del Samecar, trattore in grado di lavorare la terra e trasportare i prodotti grazie ad un cassone per il carico. Contemporaneamente venne sviluppata una nuova linea di motori a 6 e 8 cilindri.
La SAME presentò alla fiera di Verona del 1965 i nuovi motori a V e i trattori Italia V, Atlanta, Sametto V e 450 V. Altro passaggio importante fu il design delle nuove carrozzerie, con un passaggio dalle tradizionali linee dei cofani tondi a quelli più squadrati.
Nel 1965 venne lanciata sul mercato la serie Centauro con tre modelli. Aveva un motore a 4 cilindri a V, erogante 55 CV e 3500 cm³, 8 marce avanti, 4 retromarce e una velocità massima di 34,8 km/h.
Nel 1972 vennero presentate le trattrici Corsaro 70 e Saturno 80. 
Nel 1973 SAME acquistò da Ferruccio Lamborghini la Lamborghini Trattori S.p.A., introducendo nella propria gamma alcune tecnologie complementari, come i cingolati e i cambi completamente sincronizzati, che la Lamborghini Trattori aveva introdotto per prima sul mercato. Nel 1979 acquistò il marchio svizzero Hürlimann Traktoren, cambiando nomenclatura in Gruppo SLH (SAME+Lamborghini+Hürlimann), e diventando il secondo costruttore di trattori italiano ed uno dei primi sul mercato mondiale.

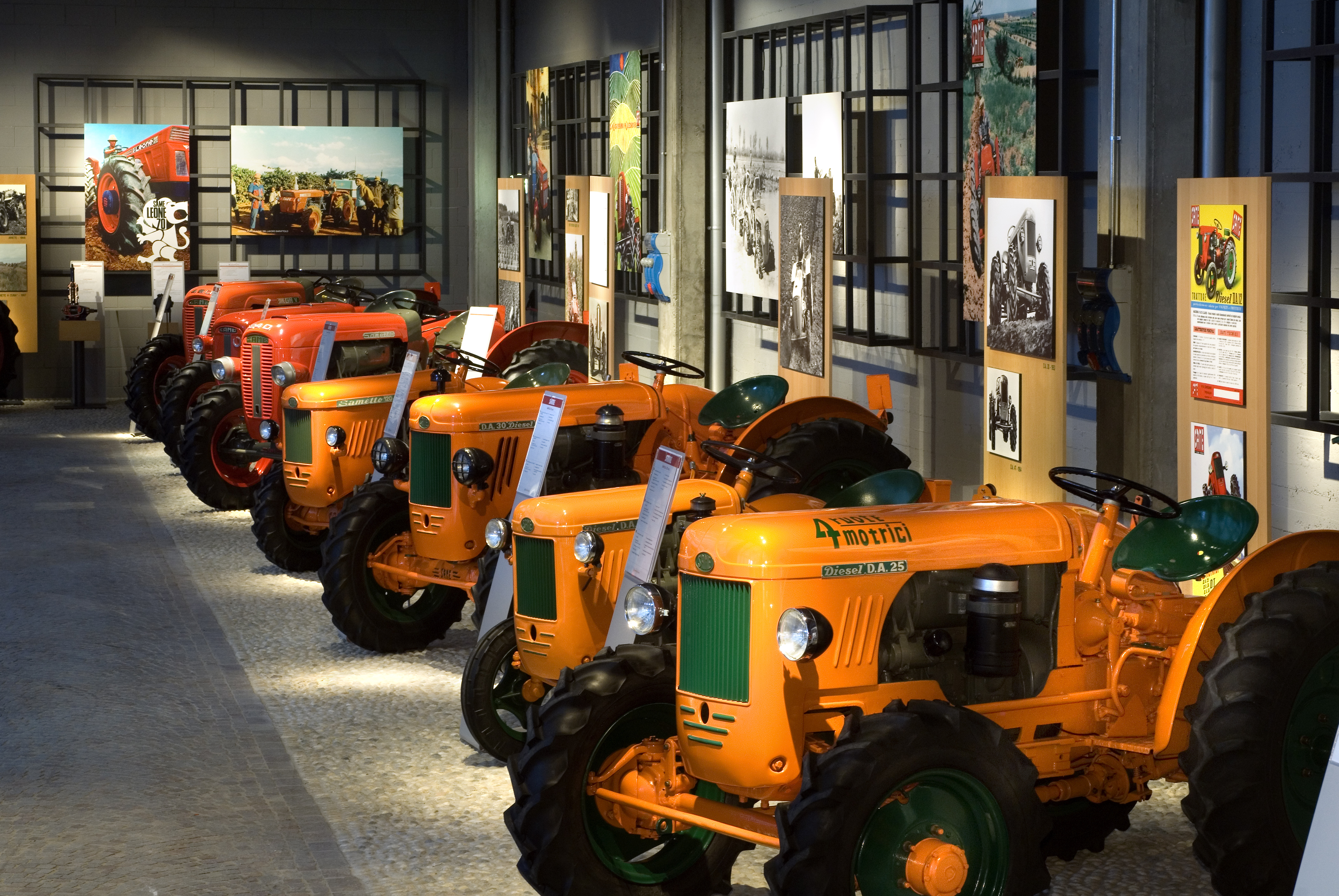
Trattori esposti nel Museo Storico SAME

### Dagli anni ottanta alla fine del secolo
Nel 1983 venne lanciata la gamma SAME Explorer, uno dei prodotti di maggiore successo nella storia dell'azienda. È il primo trattore prodotto in Italia a raggiungere una velocità di 40 km/h ed è anche l'unico dotato di frenatura integrale sulle 4 ruote.
Alla fine degli anni ottanta tra le proposte del Gruppo SLH spicca un originale sistema di retrovisione tramite telecamera: il Twin Vision. Inoltre i motori SAME fanno un nuovo balzo qualitativo e tutta la serie 1000, progettata con attenzione alla modularità dei componenti, può essere dotata di regolazione elettronica dell'iniezione.
Nel 1991 con la gamma Titan viene lanciata la trasmissione Electronic PowerShift, progetto per potenze elevate, mentre con il Frutteto II venne realizzata una gamma di trattori dedicata all'impiego nei frutteti e nei vigneti.
Nel 1995 il Gruppo SLH acquisisce la divisione macchine agricole di Klöckner-Humboldt-Deutz: nasce così il gruppo SAME Deutz-Fahr.

### Il ventunesimo secolo
Nel 1999 SAME porta sui trattori Rubin 200 il sistema autolivellante Galileo, studiato per agevolare le lavorazioni in pendio, vincendo nel 2000 il premio Golden Tractor for the design Millennium Edition.
Nel 2007 fù festeggiato l'80º compleanno del primo trattore realizzato da Francesco ed Eugenio, il Cassani 40 CV.
Il 12 ottobre 2012, presso la storica sede di Treviglio, SAME ha festeggiato i suoi primi 70 anni. In tale occasione, il marchio italiano ha annunciato nuovi investimenti e nuovi modelli per il futuro, in primis il trattore "Virtus" (100-110-120-130 CV) disegnato dalla Italdesign di Giugiaro.
Nel 2024 il marchio SAME entra nel Registro dei Marchi Storici di interesse nazionale.

## Modelli prodotti

### Passati

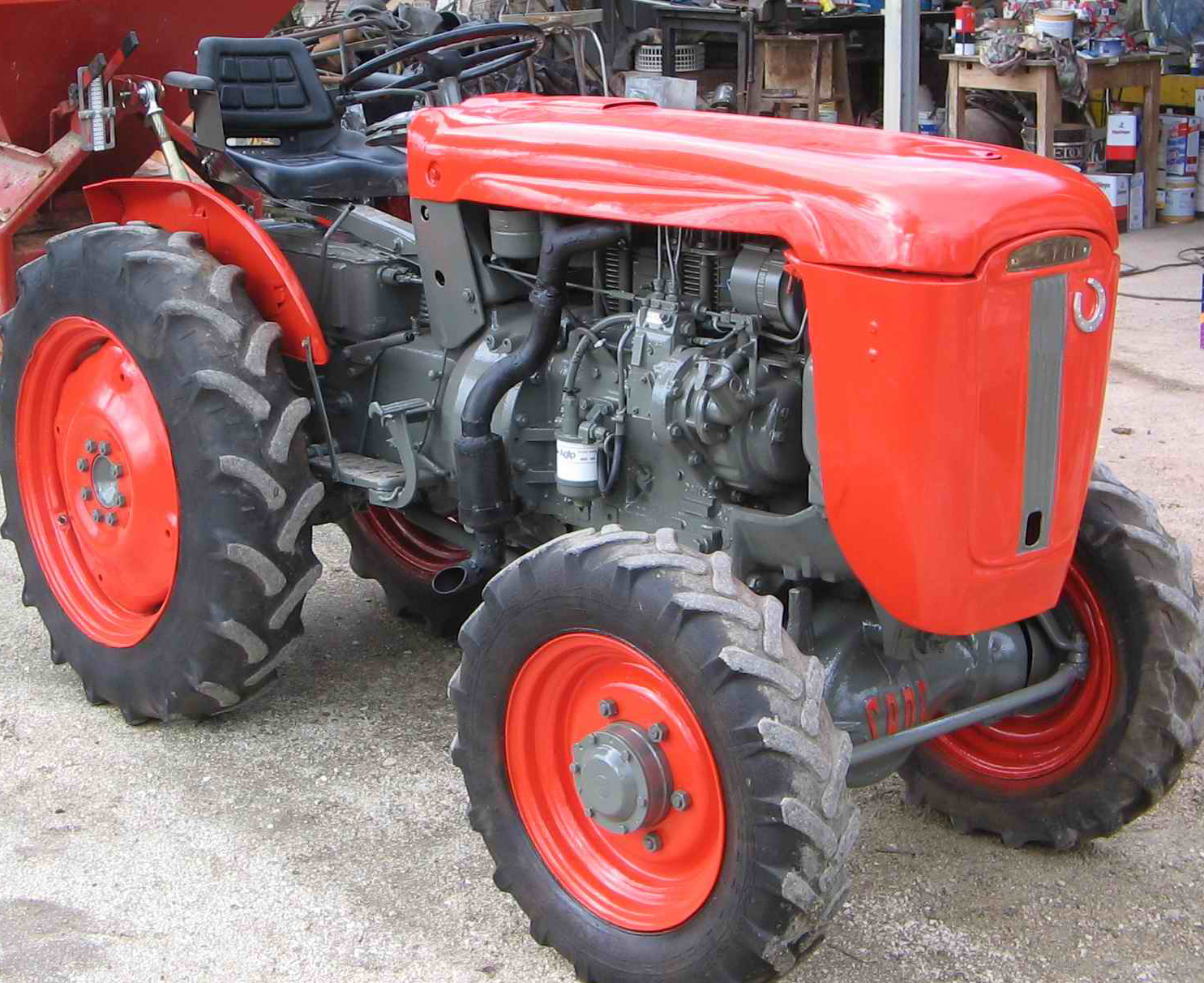
SAME puledro dt vigneto (1961)

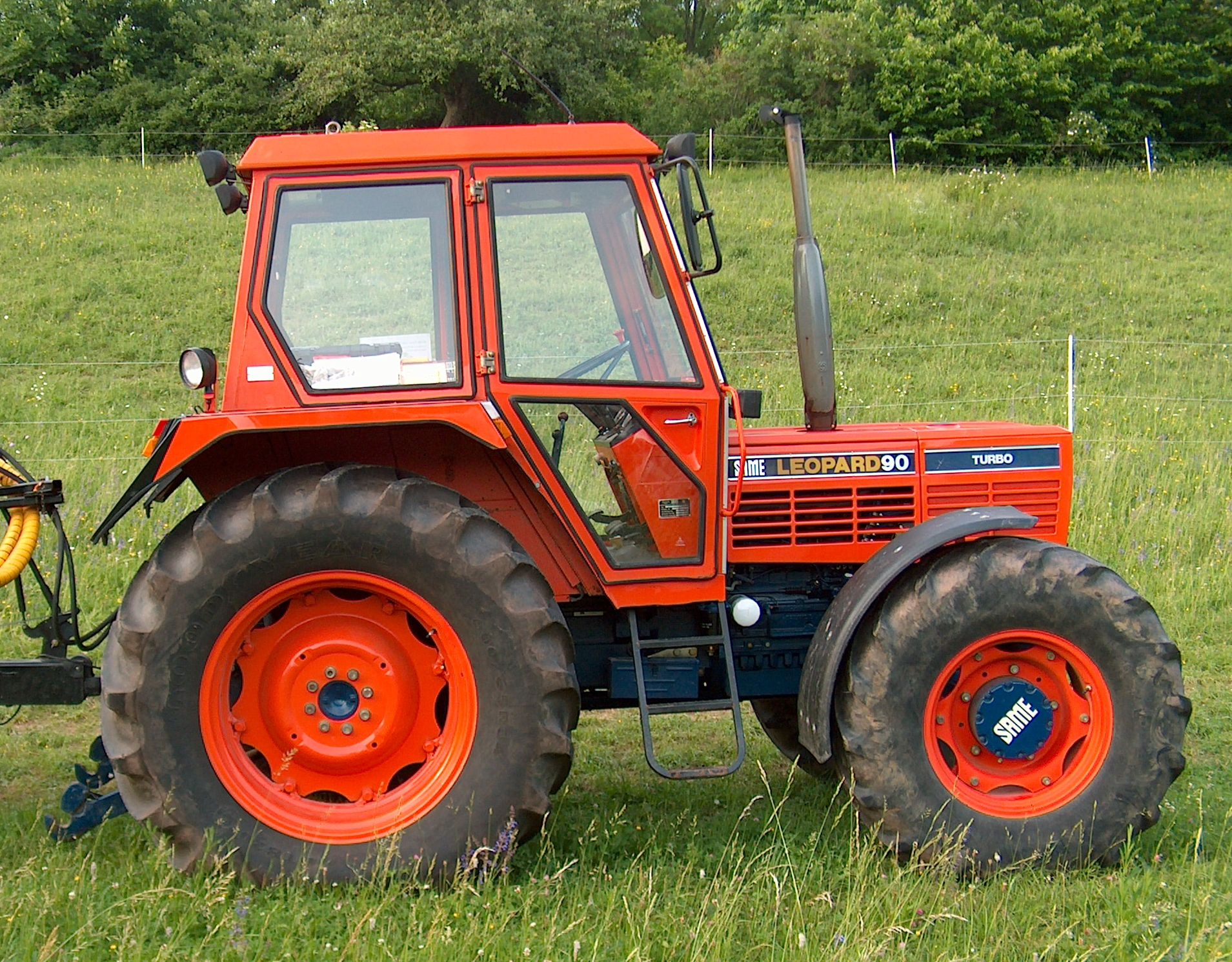
SAME Leopard 90

#### Cassani
- 1927 Cassani 40 CV
- 1934 Motore nautico Cassani Diesel a revolver
- 1938-1940 Motori diesel a revolver e pistoni contrapposti A4/90 (per navi) e B8/110 (per aerei)
- 1957 Super Cassani Diesel D.A. 47

#### SAME
- 1946 Autofalciatrice 851
- 1948 Trattorino universale
- 1950 4R/10
- 1952 D.A.12 - D.A.25 DT
- 1953 D.A.38
- 1954 D.A.12 - D.A.55
- 1956 D.A.17 - D.A.67
- 1957 DA 30 - Sametto 18
- 1958 SAC (Stazione Automatica di Controllo)
- 1959 240 DT – 360 – 480 Ariete – Sametto 120
- 1960 Samecar – Puledro
- 1961 250
- 1965 Italia V – Atlanta
- 1966 450 V – Centauro
- 1967 Leone 70
- 1968 Ariete
- 1969 Minitauro 55
- 1971 Delfino
- 1972 Sirenetta – Saturno – Corsaro – Aurora – Drago
- 1973 Minitauro Cingolato
- 1974 Falcon
- 1975 Falcon Cingolato – Panther
- 1976 Buffalo
- 1977 Tiger
- 1978 Leopard – Taurus Cingolato
- 1979 Centurion – Leopard Cingolato – Minitaurus – Row Crop – Vigneron – Condor – Tiger Six
- 1980 Hercules – Condor Cingolato – Jaguar
- 1981 Trident – Mercury
- 1982 Fox
- 1983 Ranger – Explorer
- 1984 Galaxy – Explorer Cingolato
- 1985 Laser
- 1986 Solar
- 1987 Solar Cingolato – Frutteto
- 1989 Aster – Antares
- 1991 Titan
- 1993 Argon – Solaris
- 1994 Silver
- 1995 Rock – Dorado
- 1997 Golden
- 1999 Krypton – Rubin
- 2000 Diamond
- 2001 Argon
- 2002 Silver 160-180 – Iron

### In produzione
- Solaris (35-45-55 CV)
- Tiger (65-75 CV)
- Argon³ (65-75-80 CV)

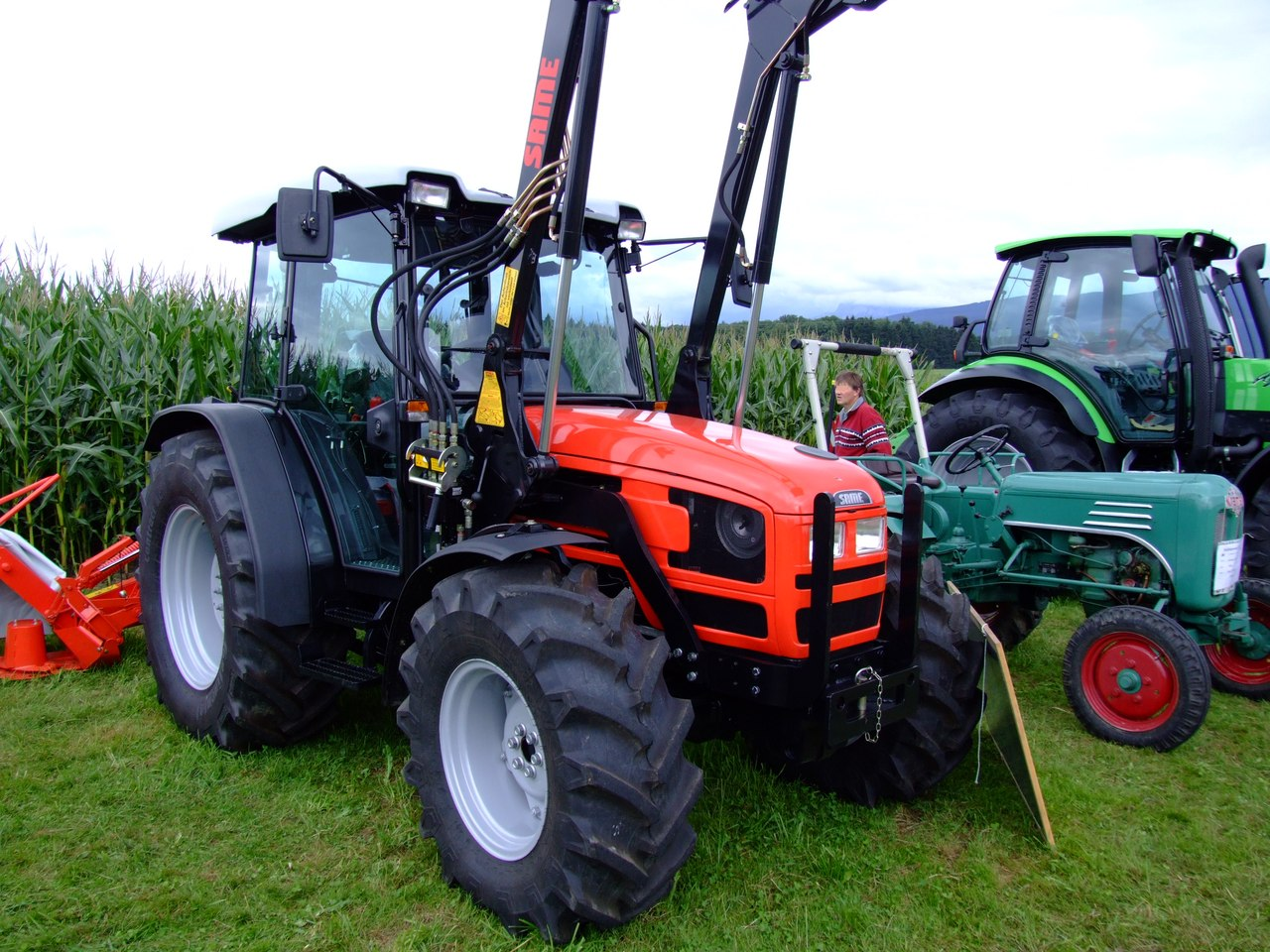
SAME Dorado

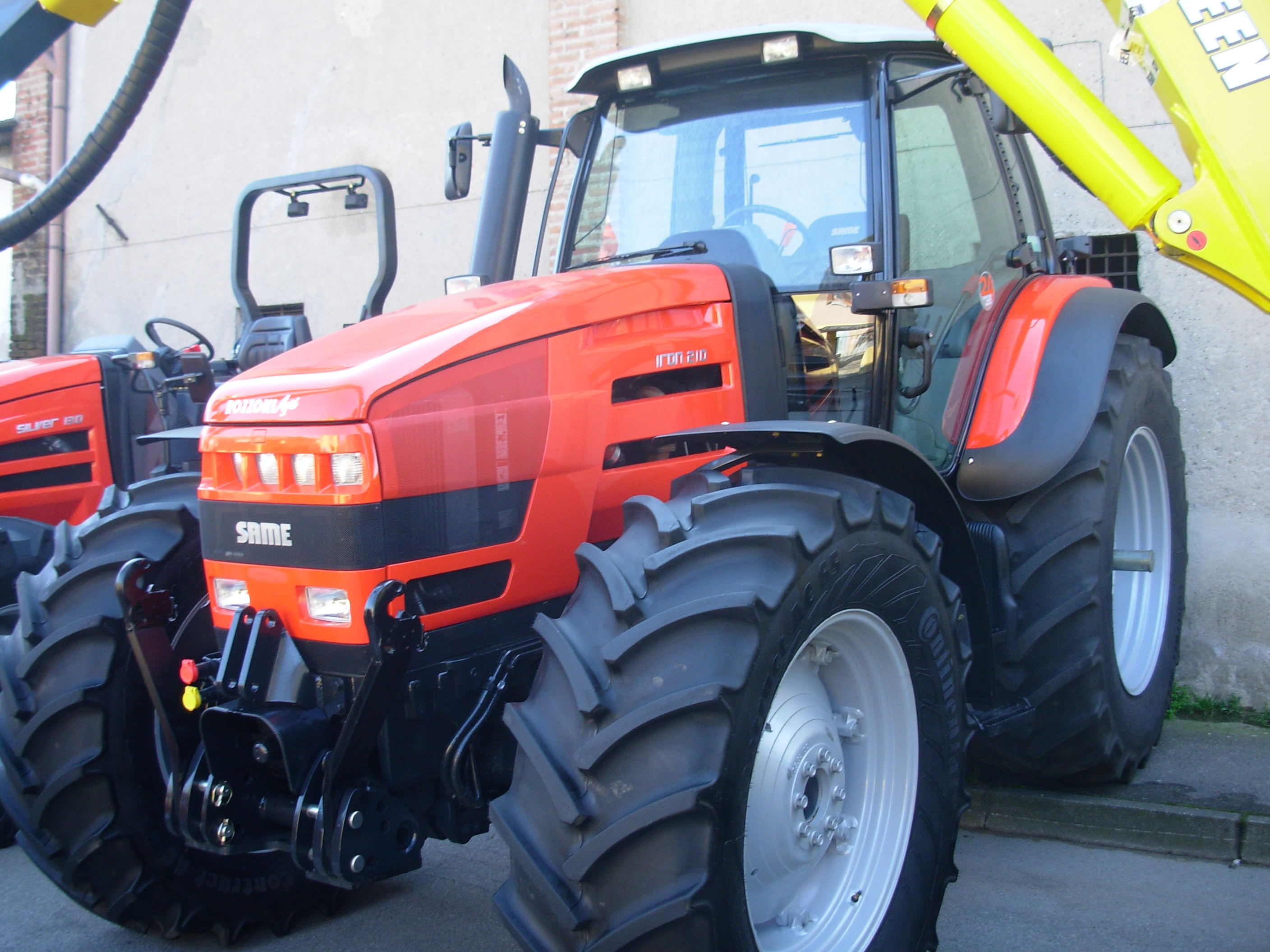
SAME Iron 210

- Dorado Classic (60-70-80-90-90.4 CV)
- Dorado (70-80-90-90.4-100.4 CV)
- Frutteto³ Classic (60-70-80-80.4-90-100 CV)
- Frutteto³ (80-90-100-110 CV)
- Krypton³ F (90-100 CV)
- Krypton³ V (80 CV)
- Krypton³ SIX (110 CV)
- Explorer (80-90-90.4-100-105.4-115.4 CV)
- Virtus J (90-100-110-120 CV)
- Virtus (100-110-120-130 CV)
- Fortis (120.4-130.4-140.4-140-150.4-150-160.4-160-180-190-215 CV)
- Audax (200-220 CV)
- Caricatori frontali

## Modellini disponibili

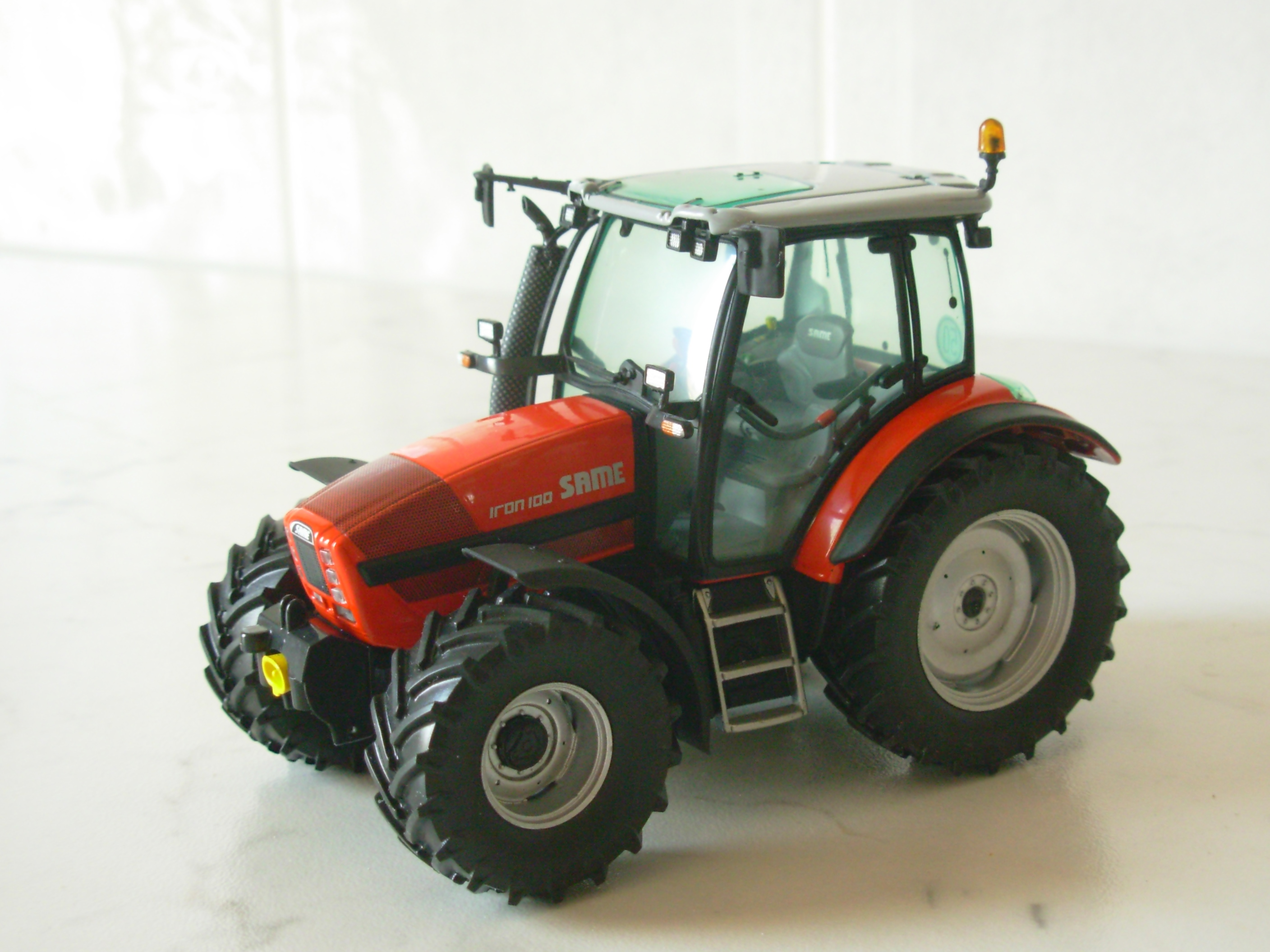
Modellino SAME Iron 100

Sono disponibili numerosi modellini in scala 1:32 e 1:43 dei trattori SAME realizzati dalle più conosciute marche di modellismo come l'italiana Ros-Agritec, la tedesca Siku e la francese Universal Hobbies.
Cassani:
- 40CV (Ros-Agritec)

SAME:
- D.A.25 (Ros-Agritec)
- Iron 200 (Ros-Agritec)
- Explorer III 100 (Ros-Agritec)
- Iron 100 (Universal Hobbies)
- Titan 190 (Ros-Agritec)
- Explorer (Ros-Agritec)
- 265 (Siku)
- Iron 110 (Siku)
- Diamond 265 (Siku)
- 240DT (Universal Hobbies)
- D.A. 30 DT Trento Universale (Universal Hobbies)
- D.A. 12 (Universal Hobbies)
- Diamond 270 ("Bruder")
- Virtus 120 (Universal Hobbies)

## Archivio
La documentazione fotografica, tecnica (disegni originali, brevetti, libretti d'uso e manutenzione, manuali d'officina, cataloghi parti di ricambio) e pubblicitaria (cataloghi, dépliant, pubblicità a stampa, calendari, house organ, filmati) relativa alla produzione della SAME è conservata a Bergamo presso l'Archivio storico Same nel fondo Same Deutz-Fahr (estremi cronologici:1918 gen. 1 - sec. XXI), comprendente la documentazione storica della Same e dei marchi del Gruppo (Same, Lamborghini, Deutz-Fahr; Hurlimann). Tale fondo è riordinato e catalogato con un software di una società privata.